# Tiso
Tiso é um género de aranhas araneomorfas da família Linyphiidae, com distribuição natural na região Holártica e sul da Ásia.

## Espécies
O género Tiso inclui as seguintes espécies:
- Tiso aestivus (L. Koch, 1872)
- Tiso biceps Gao, Zhu & Gao, 1993
- Tiso camillus Tanasevitch, 1990
- Tiso golovatchi Tanasevitch, 2006
- Tiso incisus Tanasevitch, 2011
- Tiso indianus Tanasevitch, 2011
- Tiso megalops Caporiacco, 1935
- Tiso strandi Kolosváry, 1934
- Tiso vagans (Blackwall, 1834)